# Уфимська операція
Уфимська операція - наступальна операція військ Туркестанської армії Південної групи Східного фронту РСЧА проти білогвардійців під час Громадянської війни в Росії, проведена з 25 травня по 20 червня 1919 року з метою розгрому білогвардійських військ на уфимському напрямку і визволення Уфи. Складова частина контрнаступу Східного фронту. Спочатку планувалося швидким наступом запобігти організованому відходу Західної армії Колчака за річку Біла, а також форсувавши Білу південніше Уфи, вийти в тили Волзького й Уфимського угрупувань білих і розгромити їх. Операція, проводилася на фронті 135 км, з глибиною 120-150 км, зі середнім темпом наступу 6-7,5 км на добу.
У ході операції, з 25 травня по 4 червня Туркестанська армія відтіснила частини противника і вийшла до річки Білої. Для оточення білих було вирішено завдати удари на південь і на північ Уфи. Головним напрямком було обрано правий (південний) фланг, на якому знаходилися ударні сили РСЧА - 24-та стрілецька дивізія, 3-я бригада 2-ї стрілецької дивізії і 3-я кавалерійська дивізія. На лівому фланзі розташовувалася 25-та стрілецька дивізія під командуванням В.І. Чапаєва. Резерв фронту становила 31-ша стрілецька дивізія. У результаті наступу 4-7 червня річку (північніше Уфи) вдалося форсувати тільки частині 25-ї дивізії Чапаєва, яка захопила на протилежному березі плацдарм 8 км за фронтом і 10 км в глибину, і 26-ї дивізії 5-ї армії, що знаходилася на лівому фланзі Туркестанської армії, яка зайняла плацдарм в районі Ахлистіно. Ударній групі правого флангу форсування не вдалося. У ситуації, що змінилася 8-го червня Фрунзе перевів резервну 31-шу дивізію на лівий фланг, переправив до 8 червня на плацдарм всі сили 25-ї дивізії. 9-го червня чапаєвці, після запеклих боїв з Колчаком, зайняли Уфу, а 31-а дивізія на наступний день в 18-ти км на схід від Уфи (в районі Уракова) перерізала залізницю Уфа - Челябінськ. До 14 червня, після вдалого форсування, сили Ударної групи правого флангу стали висуватися до Архангельського й Урмані, таким чином оточуючи Волзьку і Уфимську групи противника. 19-20 червня з великими втратами білі відступили, уникнувши повного оточення. Результатом Уфимської операції стало оволодіння частинами РСЧА Уфимського промислового району та створення умов для оволодіння територією Південного Уралу.